# Train de Charlevoix

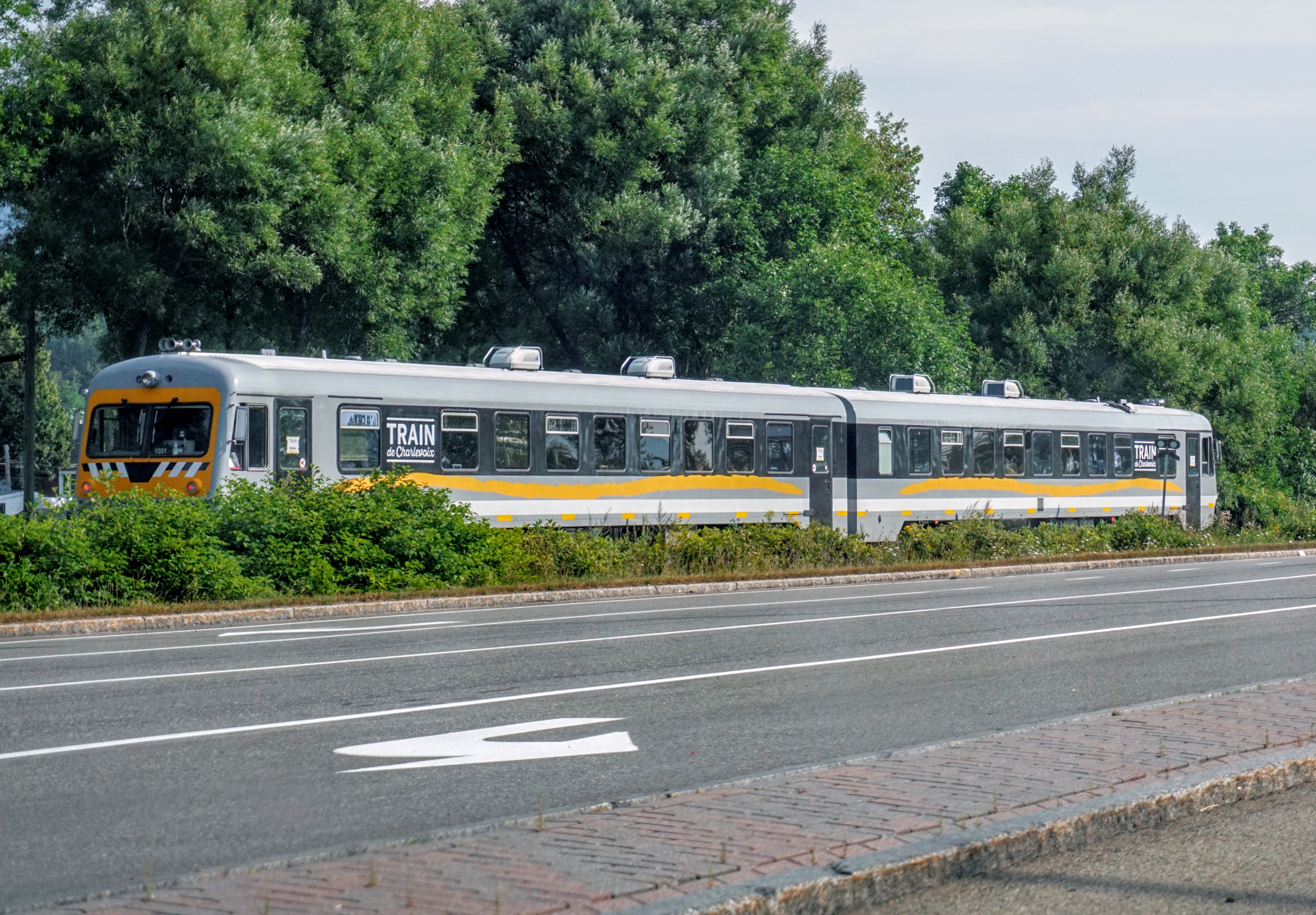
Le train longe la route 138.

Le Train de Charlevoix est un train touristique qui emprunte chemin de fer Charlevoix, reliant Québec à La Malbaie et desservant les principales destinations touristiques de la région de Charlevoix. Sa formule inclut une expérience unique à bord, permettant aux passagers de découvrir les paysages côtiers spectaculaires et le patrimoine culturel de la région.

## Histoire
La ligne a été inaugurée en 2011 grâce à une initiative du groupe Le Massif, propriétaire de la station touristique Le Massif de Charlevoix. Elle marquait le retour du transport ferroviaire de passagers sur le chemin de fer Charlevoix, interrompu depuis l'arrêt du Tortillard du Saint-Laurent en 1996. Après une suspension temporaire en 2015, le service a repris et a été exploité par Réseau Charlevoix.
Malgré son succès touristique, avec des embarquements atteignant 90 000 personnes en 2023, le Train de Charlevoix a annoncé la fin de ses opérations le 20 décembre 2024, après neuf ans d'exploitation et 13 ans d'existence. La diminution des subventions, qui représentaient autrefois 55 % des revenus du train et n'en constituaient plus que 5 %, a rendu l'exploitation insoutenable. Le déficit budgétaire avait atteint 625 000 $, et Réseau Charlevoix, l'organisme à but non lucratif responsable de l'exploitation du train, n'a pas réussi à combler malgré des demandes de financement auprès de ses partenaires régionaux.La fermeture marquait la fin d'un projet qui avait généré d'importantes retombées économiques, évaluées à près de 15 millions de dollars en 2023 pour la région.
Cependant, le Train de Charlevoix a confirmé sa présence sur les rails pour la saison touristique 2025, fort d’un nouveau partenariat stratégique avec Groupe Voyages Québec (GVQ), qui agira à titre de distributeur exclusif de l’ensemble de ses forfaits. Sa relance confirme également que le Chemin de fer de Charlevoix conservera sa vocation touristique, demeurant l’une des rares voies ferrées de ce type au Canada.
Du 13 juin au 2 novembre, un départ par jour sera offert chaque matin à 8 h à partir du Parc de la Chute-Montmorency.

## Stations
Un service de navette par autobus relie la station des Chutes-Montmorency à la gare du Palais en passant par la place D'Youville.
| Gare                          | Billetterie | Lieu(x) d'intérêt(s)              |
| ----------------------------- | ----------- | --------------------------------- |
| Chutes-Montmorency (Québec)   | Oui         | Parc de la Chute-Montmorency      |
| Sainte-Anne-de-Beaupré        | Non         | Basilique Sainte-Anne-de-Beaupré  |
| Petite-Rivière-Saint-François | Non         | Massif de Charlevoix              |
| Baie-Saint-Paul               | Oui         | Hôtel & Spa Le Germain Charlevoix |
| Les Éboulements               | Non         | -                                 |
| Saint-Irénée                  | Non         | Domaine Forget                    |
| La Malbaie                    | Oui         | Manoir Richelieu                  |

## Matériel roulant
Le train de Charlevoix est actuellement exploité en autorail ou en rame tractée.
- La société possède deux autorails série 628.1, construits en 1981 et achetés d'occasion en Allemagne après leur mise hors-service en 2008.
- Deux locomotives MLW RS-18 remorquent les rames tractées, qui sont constituées d'anciennes voitures à deux étages de la banlieue de Chicago (Metra) transformées en voitures-panoramiques à un étage[6].
- Les rames tractées possèdent un wagon-générateur réalisé par conversion d'un ancien fourgon à bagages.

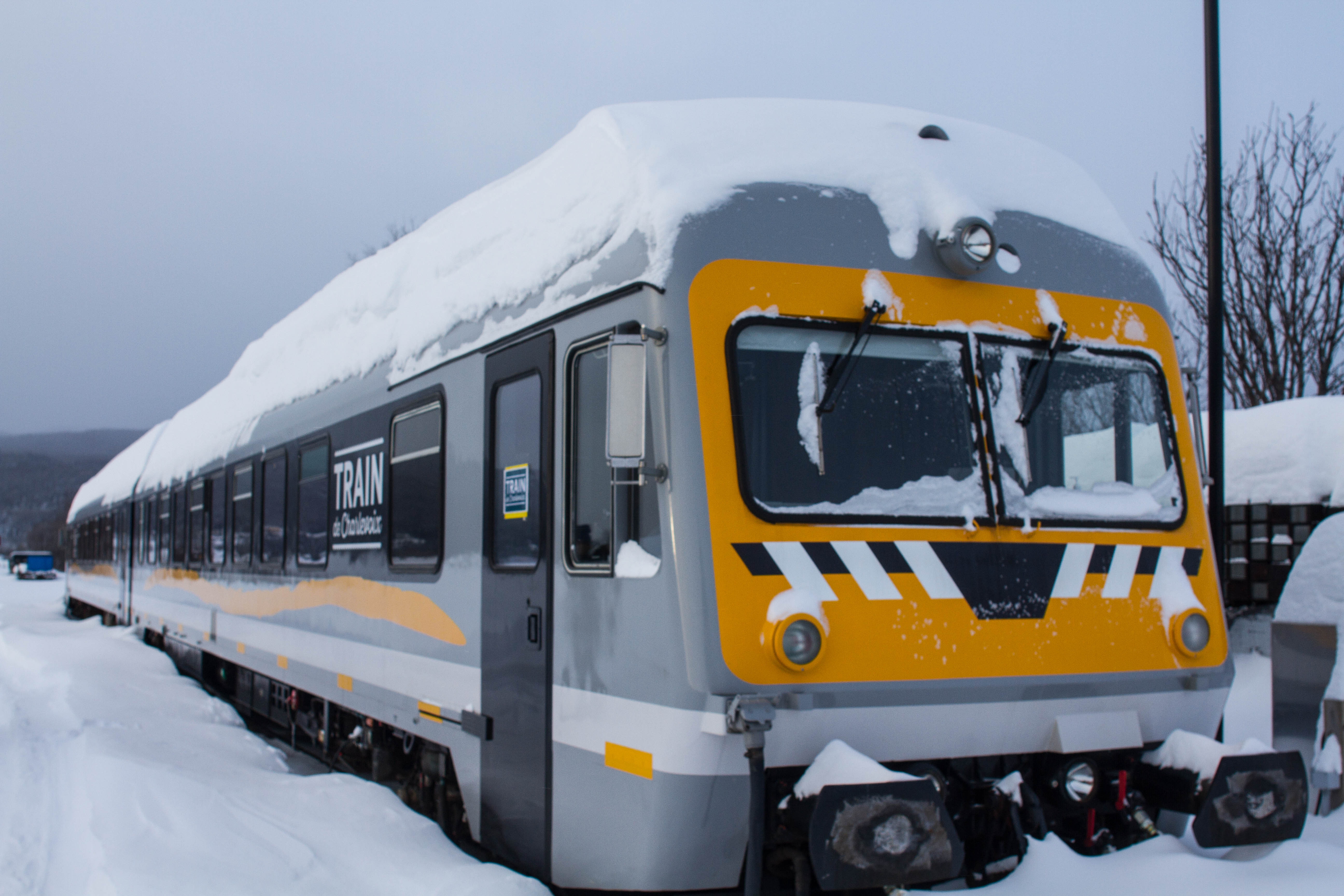
Autorail allemand sous la neige.
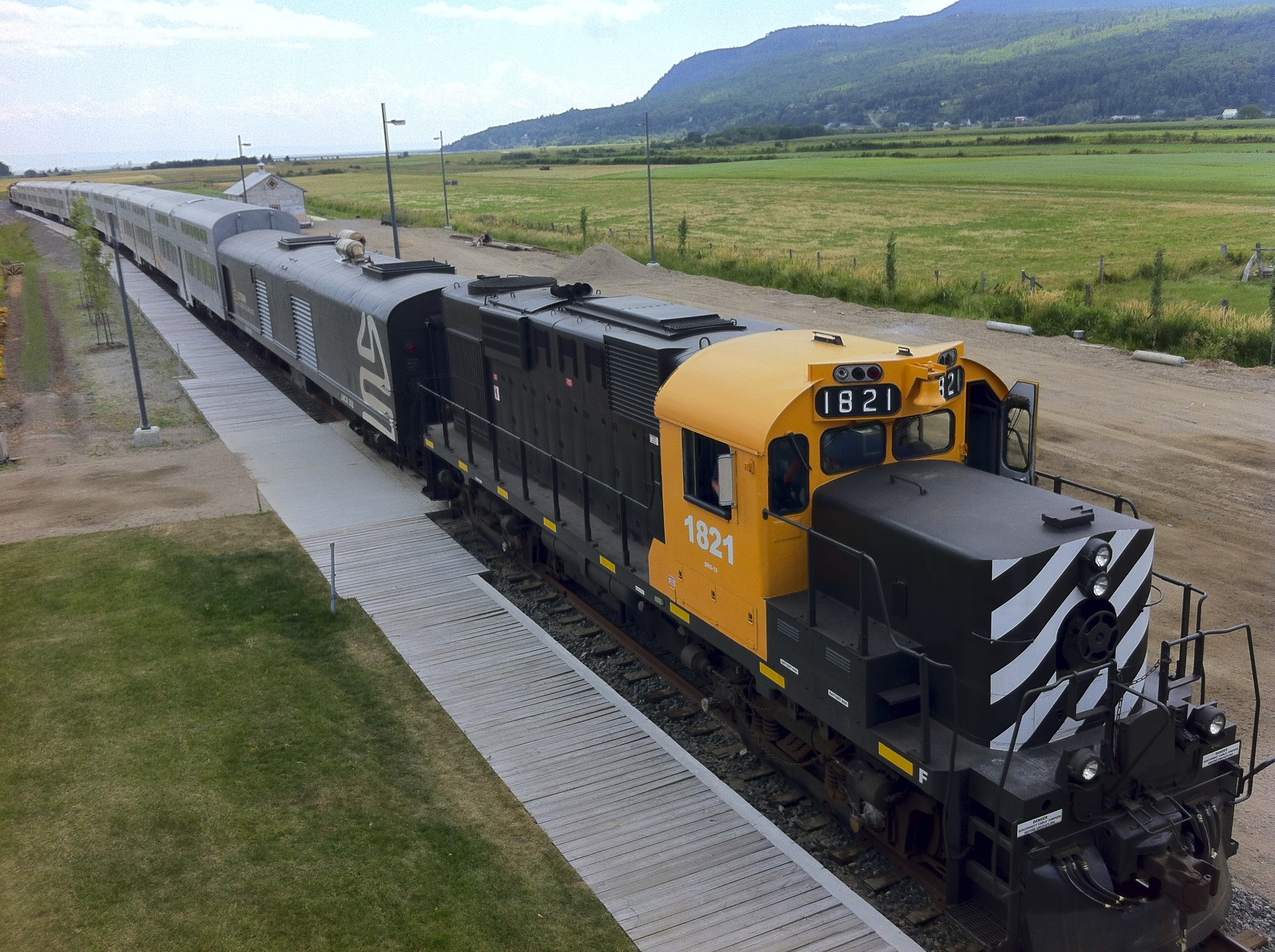
Rame tractée MLW RS-18 et fourgon-générateur en tête.